# 4-я армия (Российская империя)

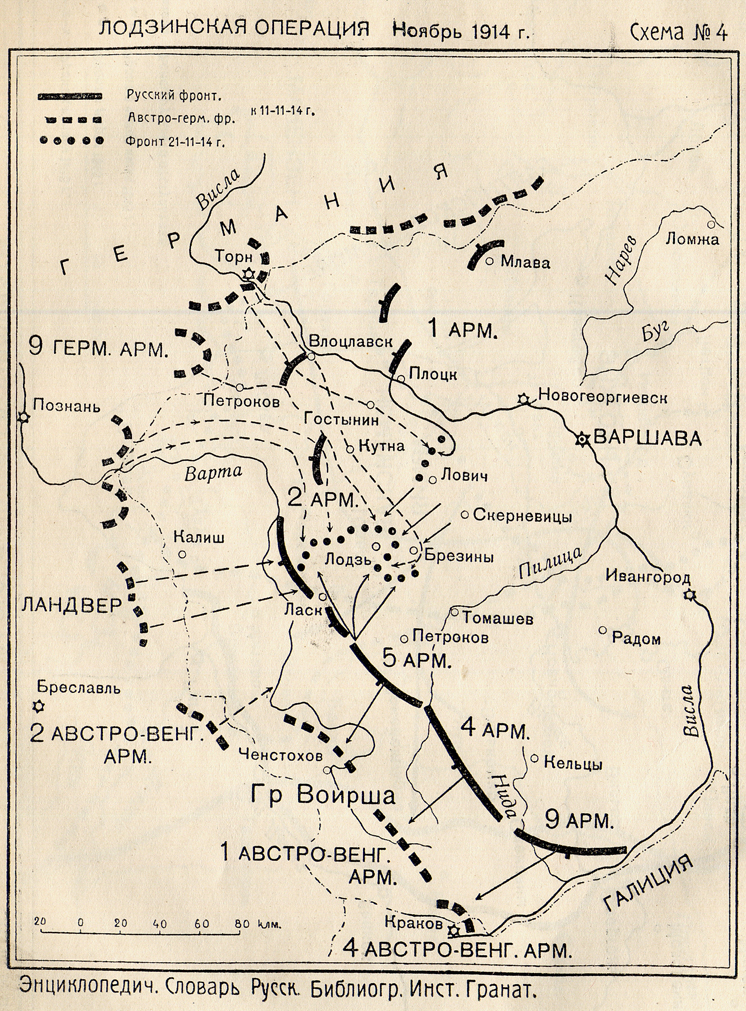
Дислокация 4-й армии во время Лодзинской операции осени 1914 года.

4-я армия (4 А) — общевойсковое оперативное объединение соединений и частей Русской императорской армии (РИА) во время Первой мировой войны.
4-я армия сформирована в июле 1914 года в Казанском военном округе, входила в состав Юго-Западного, Северо-Западного, Западного и Румынского фронтов РИА, и участвовала в Галицийской битве, Варшавско-Ивангородской, Ченстохово-Краковской, Барановичской операциях, оборонительных боях 1915 года в Привисленском крае и Западной Белоруссии. В ноябре 1916 войска 4 А были переданы в состав других армий Западного фронта, а её полевое управление передано Румынскому фронту, где возглавило вновь сформированную 4 А. В 1917 году оборонялась на Кишинёвском направлении и участвовала Июньском наступлении 1917 года. В литературе встречается наименование 4-я полевая армия (4 ПА).

## Состав
Полевое управление (штаб 4 А) сформировано 2 августа 1914 года при штабе Казанского военного округа.
На момент формирования в состав армии входили:
- Полевое управление (штаб, отделы, отделения)
- Гренадерский корпус
- XIV армейский корпус
- XVI армейский корпус
- III Кавказский армейский корпус
- 13-я кавалерийская дивизия
- 14-я кавалерийская дивизия
- 3-я Донская казачья дивизия
- Уральская казачья дивизия
- Отдельная сводная гвардейская бригада
- отдельные части

В ходе войны в разное время в составе армии входили управление, 3-й, 7-й, 8-й, 9-й, 10-й, 15-й, 17-й, 20-й, 24-й, 25-й, 30-й, 31-й, 34-й, 35-й, 36-й и 44-й армейские корпуса, 3-й, 5-й и 6-й Сибирские армейские корпуса, 1-й Туркестанский армейский корпус, 3-й и 4-й кавалерийские корпуса.
На конец 1917 года армия имела в своём составе:
- управление
- VIII армейский корпус
- XXIV армейский корпус
- XXX армейский корпус
- XXXVI армейский корпус

## В составе
- Юго-Западного фронта (август 1914 — июнь 1915)
- Северо-Западного фронта (июнь — август 1915)
- Западного фронта (август 1915 — октябрь 1916)
- Румынского фронта (декабрь 1916 — начало 1918)

## Боевой путь
Сосредоточение 4-й русской армии кампании 1914 года происходило на линии Ивангород — Люблин — Рейовец — Луков . Согласно оперативным приказаниям от 2/15 августа 1914 года Главнокомандующего армиями Юго-Западного фронта генерал-адъютанта Иванова Н. И., авангард 4-й армии 8/21 августа  должен был занять позицию Вильколаз — Жолкевка — Избица и 10/23 августа атаковать противника на фронте Закликов — Янов — Тарноград с операционной линией на Перемышль  с целью  перехвата путей отступления Австро-Венгерских армий из Галиции к Кракову.
Армия — активный участник Галицийской битвы.
Согласно разведанным ( см. «План войны» России в Первой мировой войне), которые были верными до лета 1914 года, сосредоточение австро-венгерских армий должно было производиться в восточной Галиции — к востоку от реки Сан, имея «своим географическим центром Львов». Однако, начальник штаба австро-венгерского генерального штаба генерал Конрад фон Гетцендорф, зная об утечки информации в пользу врага, «в последнюю минуту» переделал весь план развертывания: сосредоточение главных австро-венгерских армий в срочном порядке началось в западной Галиции, на реке Сан, между рекой Вислой и крепостью Перемышль. Русское командование, не зная изменения развертывания, считало данные разведки незыблемыми.
10/23 августа группировка австро-венгерских войск перешла в наступление: 1 австро-венгерская армия шла уступом впереди 4-й австро-венгерской армии. Одновременно, 10/23 августа правофланговая 4-я русская армия генерала Зальца, тесно взаимодействуя с 5-й русской армией генерала Плеве, перешла в наступление, имея в своем составе всего 6 с половиной пехотных дивизий  вместо 9 с половиной . Корпуса 4-й русской армии выдвинулись уступами справа: головной уступ - правофланговый XIV русский корпус с целью  овладеть высотами правого берега речек  Санны и Карасювки pl:Karasiówka на фронте Мнишек pl:Mniszek (województwo lubelskie) - Здеховице pl:Zdziechowice Drugie - Модлиборжице pl:Modliborzyce . Возвышенный рубеж господствовал над лесисто-болотистой полосой «Таневских лесов». Австрийский генерал Конрад отлично понимал важность «Здеховицко-Закликовской» позиции. Русские были внезапно атакованы превосходящими силами 1-й австро-венгерской армии. Завязался встречный бой. Конница князя Туманова «наступала впереди правого фланга 4-й русской армии» и первой вступила в бой. Она шла двумя колоннами: первая - 2-я бригада 13-й кавалерийской дивизии в направлении на Аннополь, лева - 1-я бригада и 3-я отдельная гвардейская кав. бригада в направлении на Домброва через Сухую Валку pl:Sucha Wólka. Части левой колонны выбили противника из Ксенжомыша uk:Ксенжомеж. 13-й нарвский гусарский полк правой колонны ворвался в Аннополь, попав под пулеметный огонь с большими потерями отошел. Выяснилось, что на «стороне противника развертываются очень крупные силы». Конница князя Туманова спешилась и организовала отпор наступающему противнику на фронте Свецехов uk:Сьвецехув-Дужи - Сухая Валка.
После полудня неприятель повел атаку на деревню Ксенжомыш, охватывая левый край конницы. На подмогу подошла 2-я стрелковая бригада, которая выбила противника из деревни и повела атаку на Госцерадов. К 6 часам вечера бригада понесла катастрофические потери. Остатки в беспорядке отступили на север к реке Выжнице. Конница Туманова, видя отступление 2-й стрелковой бригады, также начала постепенный отход. К вечеру 10/23 августа в штабе 4-й русской армии были получены точные данные о выдвижении из Таневской полосы лесов главных сил «одной из австро-венгерских армий». Получив донесение, Главнокомандующий генерал Иванов Н.И. приказал генералу Зальца удерживать противника, не открывать промежутка между 4 -й и 5 -й  русскими армиями, действовать активнее своим левым флангом. Следуя приказу, генерал Зальца на 11/24 августа отдает распоряжения:  XIV корпусу удерживаться у Красника; XVI корпусу резко изменить фронт наступления на линию Модлиборжице - Янов (на запад) во фланг противнику, выдавливающего на север части XIV корпуса; Гренадерскому корпусу - наступать на Фрамполь; 3-й Донской казачьей дивизии - «обеспечить левый фланг Гренадерского корпуса и занять Белгорай».  XIV корпус усиливался «сводной бригадой» :  дивизионом артиллерии и двумя полками 162 и 187 с направлением на Вильколаз . Однако, утром 11/24 августа генерал Зальца отдал приказ об отмене наступательных действий XVI корпуса и отходе XIV и XVI корпусов на линию, с которой они начали свое наступление .
Группировку австро-венгерских войск усилили : армейская группа генерала Kyммера (2,5 пехотных дивизии), германский ландверный корпус генерала Войрша (2 пехотных дивизии), XIV корпус эрцгерцога Иосифа Фердинанда (3 пехотных дивизии) ( всего 27 пехотных дивизий ) .  Солидный перевес позволил генералу Конраду в боях 10/23 и 11/24 августа в районе Красника серьезно потеснить почти в два раза слабую армию генерала Зальца. Однако, разгрома не последовало : генерал Конрад недооценил боевые качества русской армии, которая организовано отошла к Люблину и получила «передышку» с тем, чтобы перейти в успешные контратаки на своем важнейшем, в стратегическом отношении, правом фланге .
На 12/25 августа Штаб Юго-Западного фронта отдал приказ : 4 -й русской армии , ожидая подкрепления, оборонять ближайшие подступы к Люблину и образовать «дно стратегической ловушки» для неприятельских сил к северу от полосы Таневских лесов. Одновременно, для нанесения удара во фланг и тыл неприятеля , 5-я русская армия корпусными уступами разворачивалась на 90 градусов на запад против правого фланга австро-венгерских войск, связанных на фронте с 4-й русской армией. Для предотвращения атаки с юга армии генерала Плеве , 3-я русская армия должна была войти в район к северу Львова на Мосты Вельке, далее на Раву-Русскую и примкнуть к левому флангу 5-й русской армии, образуя второй армейский уступ  .
Осенью 1914 года армия успешно участвовала в Варшавско-Ивангородской операции. В сентябре-октябре армия наступала от Ивангорода на Радом и совместно с 9-й армией нанесла тяжёлое поражение 1-й австро-венгерской армии. В ходе Ченстохово-Краковской операции 1-11 ноября 1914 года также во взаимодействии с 9-й армией она выдержала встречное наступление на фронте Ченстохов — Краков против двух австро-венгерских армий и германской армейской группы войск генерала Р. Войрша, где отразила удары противника и продвинулась на ченстоховском направлении на 30—35 километров.
Участвовала в Таневском сражении (июнь 1915 г.)
Армия решала важную задачу в ходе Люблин-Холмского сражения в июле 1915 г.
В 1916 году наносила главный удар в Барановичской операции, окончившейся тяжёлой неудачей с большими потерями.
На конец 1917 года штаб армии размещался в Бакэу. Армия расформирована в начале 1918 года.

## Командующие
- 19.07.1914 — 22.08.1914 — генерал от инфантерии барон Зальца, Антон Егорович
- 22.08.1914 — 20.08.1915 — генерал от инфантерии Эверт, Алексей Ермолаевич
- 30.08.1915 — 05.01.1918 — генерал от инфантерии Рагоза, Александр Францевич
- 21.11.1917 — 01.12.1917 — вр.и.д. командующего прапорщик Протопопов
- 01.12.1917 — 13.12.1917 — вр.и.д. командующего прапорщик Кундурушкин И.С.
- с 18.12.1917 — вр.и.д. командующего генерал-майор Андрианов